# Horta (Barcelona)

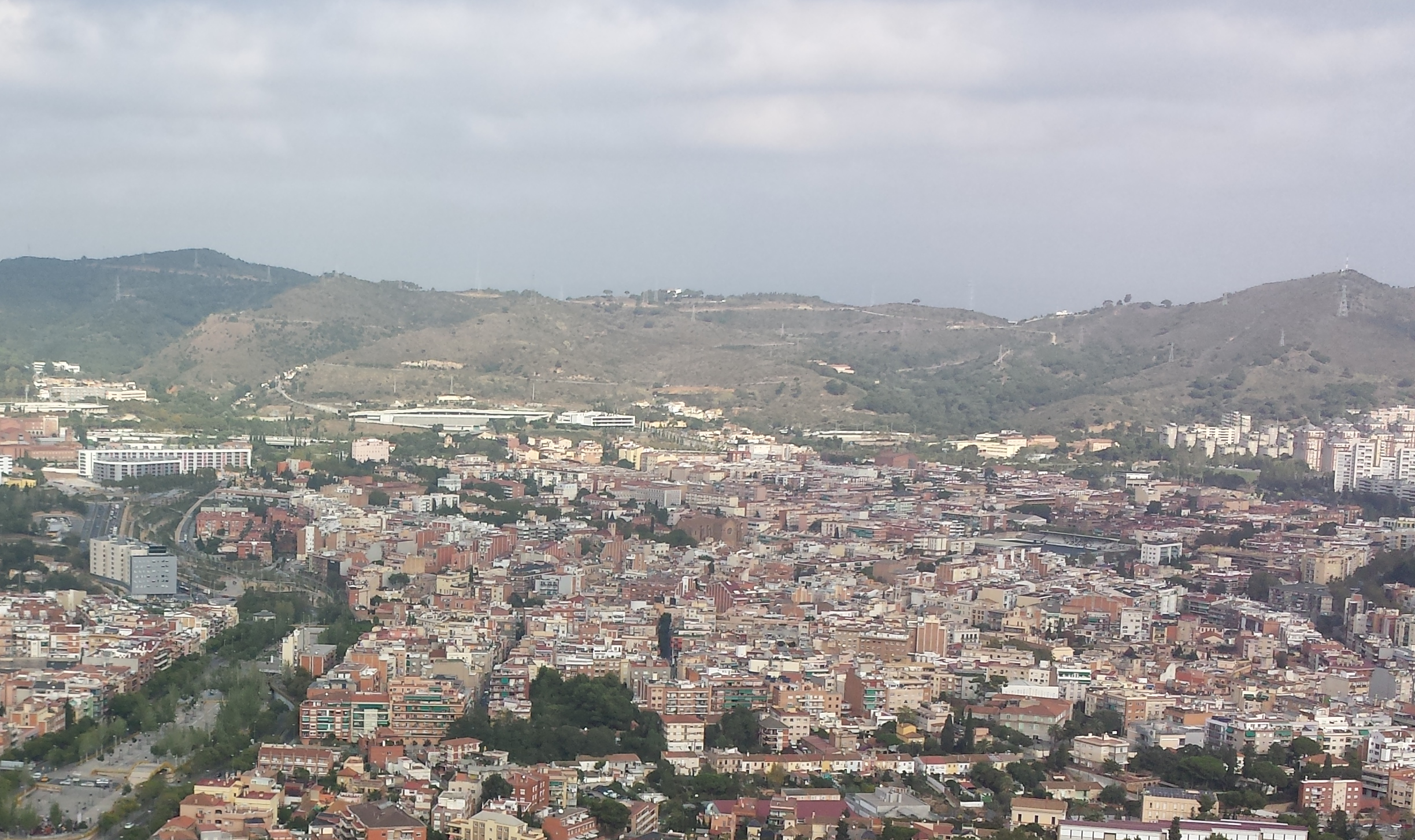
Vista aérea do bairro da Horta em Barcelona (2013).

Horta é um bairro pertencente ao distrito de Horta-Guinardó, na cidade de Barcelona. Foi uma vila independente até 1904, quando se anexada à capital catalã. O nome provém da família Horta, que foi proprietária do território desde o ano 1036 até 1260. Habitada por nobres e mercadores desde o século XIV, cresce ao redor do monastério da Vall d'Hebrón, chegando seu período de esplendor até finais do século XVII. Encontra-se documentado pela primeira vez no ano 965, donde se menciona o vale de Horta. Antigamente o bairro foi o núcleo principal do município independente de Horta, que se correspondia mais ou menos com o atual distrito de Horta-Guinardó. 
O crescimento entre o século XVI e século XX foi devido à abundância de água que tornou possível a instalação de numerosas lavanderias. A prosperidade da zona também cresceu quando chegou o bonde no ano 1901. Na década de 1980 chegou o metro (L5) a praça de Ibiza, a Estação Horta. 
Todavia se mantém a estrutura do centro antigo ao redor da Praça de Ibiza e tem um expansão residencial. No bairro também se encontra o Parque do Labirinto de Horta, que é o jardim mais antigo que se conserva de toda a cidade. É um jardim de tipo neoclássico que se começou em 1794 em uma finca dos marqueses de Alfarràs. A margem do parque se encontra o velódromo de Horta, onde se disputaram algumas provas pelos Jogos Olímpicos de Barcelona de 1992.